# مجران الذراع (المخادر)

تعديل مصدري - تعديل

مجران الذراع محلة تابعة لقرية الحصن والخرابة، التابعة لعزلة بني سرحة بمديرية المخادر إحدى مديريات محافظة إب في الجمهورية اليمنية، بلغ تعداد سكانها 73 حسب تعداد اليمن لعام 2004.